# Halicephalobus mephisto
Halicephalobus mephisto ou também conhecido como verme do diabo é uma espécie de nematoide, entre várias outras lombrigas, descoberta pelos geocientistas Gaetan Borgonie e Tullis Onstott, em 2011. É o animal terrestre ao ser encontrado em maior profundidade ainda vivo.

## Descoberta
Foi detectado em minério recuperado de água de fratura de rocha profunda em várias minas de ouro na África do Sul 0.9 km (0.56 mi), 1.3 km (0.81 mi) e 3.6 km (2.2 mi) sob a superfície da Terra.  Onstott disse que "me assustou muito quando os vi se movendo pela primeira vez", e explicou que "eles parecem coisinhas pretas e onduladas".  O achado é significativo  porque nenhum outro organismo multicelular foi detectado em mais de 2 km (1.2 mi) abaixo da superfície da Terra.    

## Visão geral
Halicephalobus mephisto é resistente a uma temperatura tão alta quanto 37° C (mais alto do que a maioria dos nematoides terrestres pode tolerar),  ele se reproduz assexuadamente e se alimenta de bactérias subterrâneas. De acordo com a datação por radiocarbono, esses vermes vivem em águas subterrâneas que têm de 3.000 a 12.000 anos.  Os vermes também são capazes de sobreviver em águas com níveis extremamente baixos de oxigênio, abaixo de um por cento do nível da maioria dos oceanos.  Tem o nome de Mefistófeles, o Senhor do Submundo na história de Fausto  e alude ao fato de ser encontrado nas profundezas da superfície da Terra. 
É o animal com vida mais profunda já encontrado, capaz de suportar o calor e a pressão de esmagamento,  e o primeiro organismo multicelular encontrado em níveis subterrâneos profundos. Uma espécie previamente conhecida encontrada em profundidades semelhantes no mesmo estudo foi Plectus aquatilis .  Borgonie disse que o verme era semelhante às espécies que se alimentam de detritos encontradas na superfície e provavelmente descendem de espécies da superfície. Essas espécies também são capazes de sobreviver a temperaturas extremas e, portanto, para Borgonie, o fato de o primeiro animal descoberto nessa profundidade ter sido um verme não era surpreendente.  A equipe levantou a hipótese de que a espécie descendia de animais na superfície que foram arrastados para a crosta terrestre pela água da chuva. 
Os vermes Halicephalobus mephisto medem de 0,5 a 0,56 mm de comprimento. Embora as espécies do gênero Halicephalobus tenham poucas características distintivas, H. mephisto pode ser diferenciado de outras espécies dentro de seu gênero por sua cauda comparativamente longa, que tem entre 110 e 130 micrômetros de comprimento. É um pouco intimamente relacionado ao patógeno mamífero Halicephalobus gingivalis, mas está mais intimamente relacionado a certas espécies não nomeadas do gênero. 
Em 2019, o sequenciamento do genoma do nematoide indicou que havia expansões da proteína de choque térmico de 70 quilodaltons (Hsp70) e proteínas do gene 1 induzida por avrRpt2 (AIG1), ambas induzidas por transcrição sob estresse térmico. 
A água, na qual Halicephalobus mephisto foi encontrado, contido aeróbias e anaeróbias bactérias . Ao contrário de outros nematoides, ele não prefere Escherichia coli e se alimenta do endólito sulfófilo e especialista em profundidade Desulforudis audaxviator . O espécime encontrado de H. mephisto propagou-se por partenogênese . 